# Seututie 231
Pour les articles homonymes, voir Route 231.
La route régionale 231 (finnois : Seututie 231) est une route régionale allant de Kanteenmaa à Punkalaidun jusqu'à Alastaro a Loimaa en Finlande,,.

## Présentation
La seututie 231 est une route régionale de Pirkanmaa et de Finlande-Propre.